# 亞倫·米爾
亞倫·米爾（Alan Meale，1949年7月31日—）是一位英格蘭政治人物，他的黨籍是工黨。在1987年至2017年期間，他擔任曼斯菲爾德選區選出的英國下議院議員。他畢業於杜倫大學。